# فرهنگ‌نامه مایر

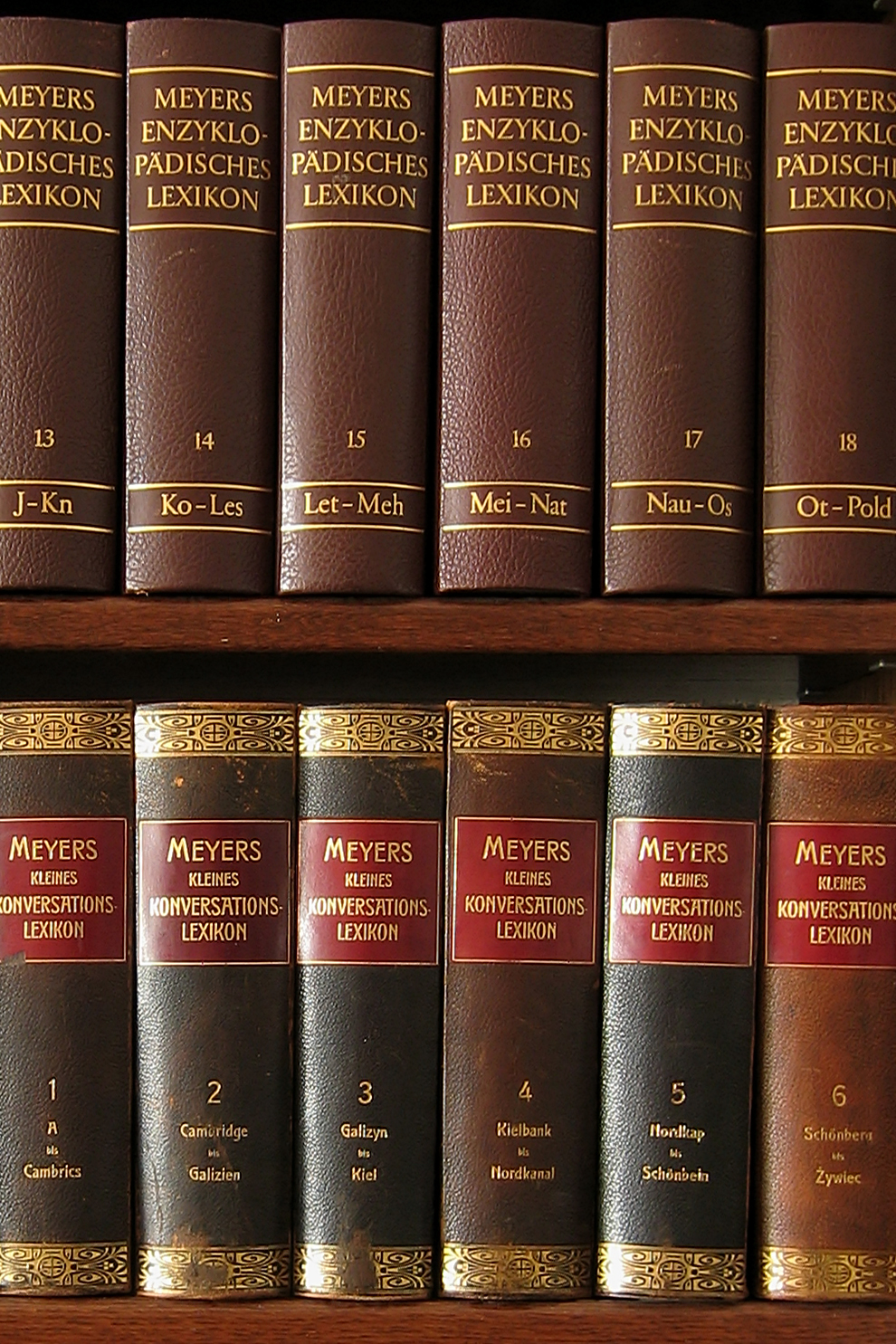
آخرین سری از دانشنامهٔ مایر در بالا به همراه سری از سال ۱۹۰۸ میلادی در پایین

فرهنگ‌نامهٔ مایر (به آلمانی: Meyers Konversations-Lexikon) یکی از معروف‌ترین دانشنامه‌های عمومی به زبان آلمانی است. این دانشنامه در قرن‌های ۱۹ و ۲۰ میلادی توسط مؤسسه بیبلوگرافیشن اینستیتوت چاپ شده‌است و به نام ایجاد کنندهٔ آن ژوزف مایر، نام‌گذاری شده‌است. ادامهٔ این فرهنگ‌نامه از سال ۱۹۸۶ در دانشنامهٔ بروک‌هاوس برنامه‌ریزی شد، بعد از اینکه دو مؤسسهٔ بروک‌هاوس و بیبلوگرفیشن اینستیتوت در سال ۱۹۸۴ با یکدیگر ادغام شدند.